# Bhagur
Bhagur è una città dell'India di 12.454 abitanti, situata nel distretto di Nashik, nello stato federato del Maharashtra. In base al numero di abitanti la città rientra nella classe IV (da 10.000 a 19.999 persone).

## Geografia fisica
La città è situata a 19° 52' 44 N e 73° 50' 00 E.

## Società

### Evoluzione demografica
Al censimento del 2001 la popolazione di Bhagur assommava a 12.454 persone, delle quali 6.374 maschi e 6.080 femmine. I bambini di età inferiore o uguale ai sei anni assommavano a 1.638, dei quali 860 maschi e 778 femmine. Infine, coloro che erano in grado di saper almeno leggere e scrivere erano 9.370, dei quali 5.196 maschi e 4.174 femmine.